# Miathyria
Die Gattung Miathyria ist eine der neun Libellengattungen der Unterfamilie Pantalinae. In ihr werden die beiden Arten Miathyria marcella und Miathyria simplex zusammengefasst. Eingerichtet wurde die Gattung 1889 durch William F. Kirby.
Das Verbreitungsgebiet erstreckt sich über den Südosten der USA bis nach Zentralargentinien und Uruguay.

## Merkmale
Die Arten der Miathyria werden zwischen 28 und 40 Millimeter lang und sind damit klein bis mittelgroß. Die Farbe des Abdomens reicht von gelb und orange, bei M. marcella, bis rot bei M. simplex. Die Flügel sind durchsichtig und weisen nur an der Basis einen bräunlichen Fleck auf, der von roten beziehungsweise orangen Adern durchzogen ist.

## Lebensweise
Die Larven leben in stehenden Gewässern an den Wurzeln schwimmender Pflanzen. Dabei werden die Gattungen Wassersalat (Pistia) und Wasserhyazinthen (Eichhornia) bevorzugt. Die Imagines fliegen oft zusammen mit Vertretern der Gattungen Tauriphila und Tramea in einem Schwarm. Teilweise kommt es im Schwarm auch zur Paarung. Bei der Eiablage bleiben die Männchen und Weibchen weiter verbunden.

## Gattungsgeschichte
Das Taxon wurde 1889 durch Kirby eingerichtet. Als Generotyp diente dabei eine bis dahin als Libellula simplex bezeichnete Art. Navás richtete zudem 1916 noch die Gattung Nothifixis ein die aber bereits im selben Jahr von Friedrich Ris als Synonym erkannt wurde.